# Fernmeldedienst

Militärisches Symbol des Fernmeldedienstes

Der Fernmeldedienst (kurz: FmDi) ist ein Fachdienst des Katastrophenschutzes in Deutschland. Seine Aufgaben sind das Herstellen und Betreiben von Funk- und Fernsprechverbindungen sowie das Bereitstellen und die Wartung der technischen Kommunikationsausstattung. In diesem Sinne ergänzt der Fernmeldedienst die Technische Einsatzleitung bzw. in Bayern die Unterstützungsgruppe Örtliche Einsatzleitung, soweit fernmeldedienstliche Tätigkeiten nicht inzwischen durch diese selbst wahrgenommen werden. Die Einheiten des Fernmeldedienstes, die von verschiedenen Hilfsorganisationen gestellt werden, bestehen aus ehrenamtlichen Helfern. Diese absolvieren für ihre Tätigkeit eine entsprechende Fachdienstausbildung.
In Berlin sind die Fernmeldedienste eigenständige Einheiten der Hilfsorganisationen bzw. der BOS.

## Aufgaben des Fernmeldedienstes
Der Fernmeldedienst hat innerhalb des Katastrophenschutzes die Aufgabe die anderen Fachdienste, wie zum Beispiel Betreuungsdienst, Rettungsdienst und Sanitätsdienst, bei ihrer Arbeit zu unterstützen. Zu seinen Aufgaben gehören dabei:
- Erstellung, Betreibung und Unterhaltung geeigneter Kommunikationsverbindungen, sowohl für den täglichen Dienst als auch für Großschadensereignisse,
- Dokumentation des Fernmeldebetriebs,
- Unterstützung der Einsatzleitung durch,
  - Beschaffung und Pflege einsatzrelevanter Informationsgrundlagen und Daten als Entscheidungshilfen,
  - Führen von Einsatzmittel- und Einsatzkräfteübersichten,
  - Dokumentation des Einsatzverlaufs,
- Betrieb von Daten- und Netzwerktechnik,
- Sprechfunk-Ausbildung für alle Fachdienste.[1]

## Einheiten und Ausstattung des Fernmeldedienstes

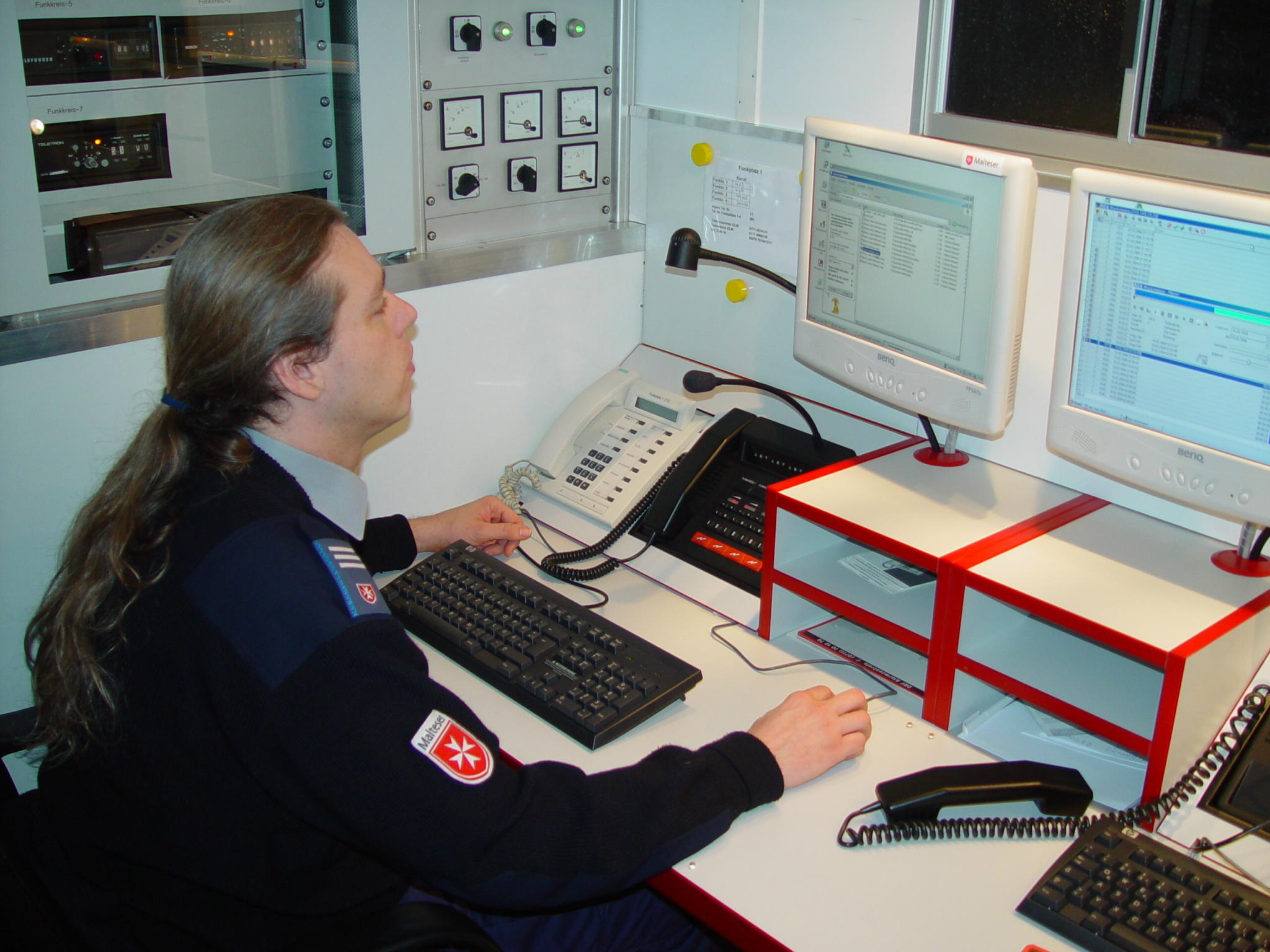
Kommunikationsarbeitsplatz in einem Einsatzleitwagen

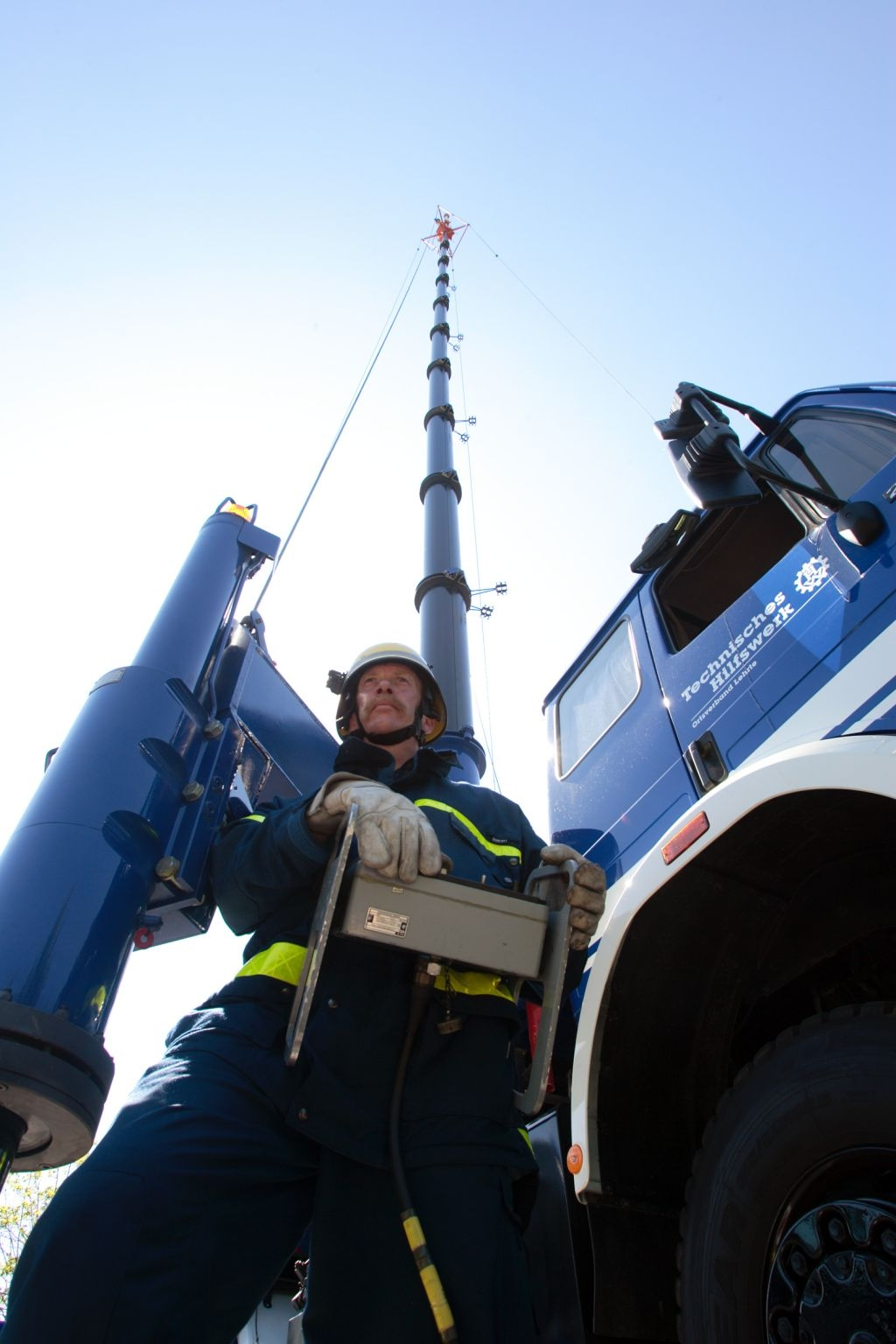
Mobiler Antennenmast (MastKW) des THW

Die Einheiten des Fernmeldedienstes werden lokal von folgenden Organisationen gestellt:
- Bundesanstalt Technisches Hilfswerk,
- Arbeiter-Samariter-Bund,
- Deutsche Lebens-Rettungs-Gesellschaft,
- Deutsches Rotes Kreuz,
- Feuerwehren,
- Johanniter-Unfall-Hilfe,
- Malteser Hilfsdienst,
- Regieeinheiten der lokalen Katastrophenschutzbehörden,
- in einigen Orten auch Notfunkgruppen der Funkamateure.

Die Einheiten des Fernmeldedienstes waren nach Maßgabe des Bundes als Fernmeldezüge aufgestellt und in STAN-Nr. 081 fixiert. Traditionell gehörten Zugtruppkraftwagen (ZTrKW), Fernsprechkraftwagen (FeKW), Funkkraftwagen (FuKW) und Geräte- und Betriebskraftwagen (GBKW) mitsamt Generator-Anhänger zum Fuhrpark eines Fernmeldezuges (FmZ). Er hatte eine Gesamtstärke von 1/5/19/25. Der Zugführer (1/0/0/1) und der Zugtrupp (0/1/3/4) besetzten den ZTrKW und den GBKW mit Anhänger. Die beiden Fernsprechtrupps (jeweils mit der Stärke 0/1/6/7) besetzten je einen FeKW. Die beiden Funktrupps (jeweils 0/1/2/3) besetzten je einen der beiden FuKW. Diese STAN trat inzwischen außer Kraft und die bundesweit einheitlich definierten Fernmeldezüge wurden aufgelöst. Meist wird heute hierfür ein ELW 2 und/oder GW IuK inklusive Führungskomponente eingesetzt. Beim THW gibt es an dieser Stelle die Fachgruppe Führung/Kommunikation.
Meist ist der Fernmeldedienst heute auf Kreis- oder Stadtebene in Gruppen oder Zügen zusammengefasst. Innerhalb der heute in den meisten Bundesländern bestehenden Einsatzeinheiten übernimmt die Gruppe Technik und Sicherheit grundlegende Aufgaben im Bereich der Wartung und Nutzung von Fernmeldetechnik. Gleiches galt für die Elektrogruppe und die Technische Gruppe des aufgelösten DRK-Hilfszuges. Wobei einige DRK Kreisverbände hier auch auf ihre eigenen Einheiten der Fachgruppe Information und Kommunikation zurückgriffen. Seit den 1990er Jahren wird vermehrt der Begriff Information und Kommunikation (IuK) für den Fernmeldedienst verwendet. Damit soll dem Einsatz moderner Kommunikationsmittel und der Bedeutung der Staat-Bürger-Kommunikation Rechnung getragen werden.
Zur Erfüllung dieser Aufgaben besitzen sie entsprechende Spezialausstattung wie zum Beispiel Führungsmittel, Funkgeräte und drahtgebunden Kommunikationsmittel (Feldtelefon). Einige Fernmeldeeinheiten verfügen auch über Motorräder für Kraftradmelder.